# フタイロネコメガエル
フタイロネコメガエル（二色猫目蛙、Phyllomedusa bicolor）は、アマガエル科ネコメガエル属に分類されるカエル。別名ジャイアントネコメガエル。

## 分布
ガイアナ、コロンビア、スリナム、ブラジル、ベネズエラ、ペルー、ボリビア

## 形態
最大体長12cmとネコメガエル属内最大種。体形は太く、頭部や胴体には筋状の隆起があり角張って見える。背面の色彩は緑色で、腹面は薄灰色。体側面と腹面には黒い縁取りのある白い斑紋が入る。
虹彩は灰色。耳腺は発達する。四肢は頑丈。指は薄灰色で指先は緑色。
皮膚からはアルカロイド系の刺激性が強い毒物を分泌する。

## 生態
森林に生息する。樹上棲。
食性は動物食で、昆虫類、節足動物等を食べる。

## 人間との関係
本種の生息地の原住民は本種の毒を抽出し、狩猟に利用した。
開発による生息地の破壊等により、生息数は減少している。
ペットとして飼育されることもあり、日本にも輸入されている。流通量は少ない。主に野生個体が流通するが、飼育下繁殖個体が流通することもある。大型種のため輸送中に吻端を傷つけ状態を崩したまま流通する個体が多く、そうした個体は飼育が難しいとされる。しかし状態が回復した個体や、飼育下繁殖個体に関してはあまり飼育は難しくないとされる。テラリウムで飼育される。大型種のため、ケージも比例して大型のものが必要になる。樹上棲のため、高さのあるケージで飼育するのが望ましい。蒸れに弱いため、蓋やケージの側面を金網等にして通気性を確保する。枝や観葉植物等を組んで活動場所や隠れ家にするが、枝は掴めるように細い物を用意する。極度の高温や低温には弱いため、夏季にはケージを風通しの良い場所に置いたり冷房器具を使用する。逆に冬季には暖房器具を使用したり、ケージを温室に収納する。水は全身が漬かれるような水容器を用意し、夜間や照明を消した際に霧吹きで湿度を上げる。餌はコオロギ等をピンセット等で各個体に与えるか、餌容器に入れて与える。餌に対しては事前に野菜等の餌を与えたり、サプリメントを振りかけて栄養価を上げる。餌に反撃されたり動きが緩怠なため逃げられるのを防ぐため、生きた餌の場合は顎や触角、後肢を潰したり折ってから与える。皮膚から刺激性の強い毒物を分泌するため、本種に限ったことではないが素手で直接触れることは避ける。